# Наташа Драгнич
Наташа Драгнич (на хърватски: Nataša Dragnič) е хърватска писателка, авторка на бестселъри в жанра любовен роман.

## Биография и творчество
Наташа Драгнич е родена през 1965 г. в Сплит, Хърватия. Пише поезия от ранна възраст.
През 1989 г. завършва Университета на Загреб с бакалавърска степен по немски език и литература. След дипломирането си през 1989-1990 г. работи като екскурзовод към „Bemextours“. В периода 1990-1993 г. е преподавател по немски език в Колежа по туризъм в Загреб. През 1992 г. специализира дипломация в Дипломатическата школа в Загреб. През 1992-1993 г. работи към Министерството на външните работи, като се обучава в Берлин, Бон, Брюксел и Страсбург.
Дипломатическата работа не се оказва това, което желае. Тя продължава следването си в Университета на Загреб и през 1995 г. завършва с магистърска степен по литература.
През 1994 г. се премества да живее в Ерланген, Германия. Работи като хоноруван преподавател по чужди езици и литература – френски, английски и хърватски, като говори и испански. Прави преводи. В периода 2007-2010 г. участва в различни литературни семинари, включително този във „Волфенбютел“.
Заедно с работата си започва да пише. Първият ѝ роман „Всеки ден, всеки час“ е публикуван през 2011 г. Той бързо става международен бестселър и я прави известна.
През 2013 г. е издаден на немски втория ѝ роман „Immer wieder das Meer“ (Отново и отново към морето) станал бестселър в немскоезичните страни.
Наташа Драгнич живее в Ерланген, Германия.

## Произведения

### Самостоятелни романи
- Every Day, Every Hour (2011)
Всеки ден, всеки час, изд.: ИК „Ентусиаст“, София (2011), прев. Петя Пешева
- Immer wieder das Meer (2013)
И всеки път морето, изд.: ИК „Ентусиаст“, София (2015), прев. Петя Пешева

### Сборници
- Christmas Tales 2013 – със Стефания Ауци, Гизела Латерца и Паоло Писирило